# Gonocarpus effusus
Gonocarpus effusus är en slingeväxtart som beskrevs av A.E. Orchard. Gonocarpus effusus ingår i släktet Gonocarpus och familjen slingeväxter. Inga underarter finns listade i Catalogue of Life.